# أكاديمية نيويورك للطب

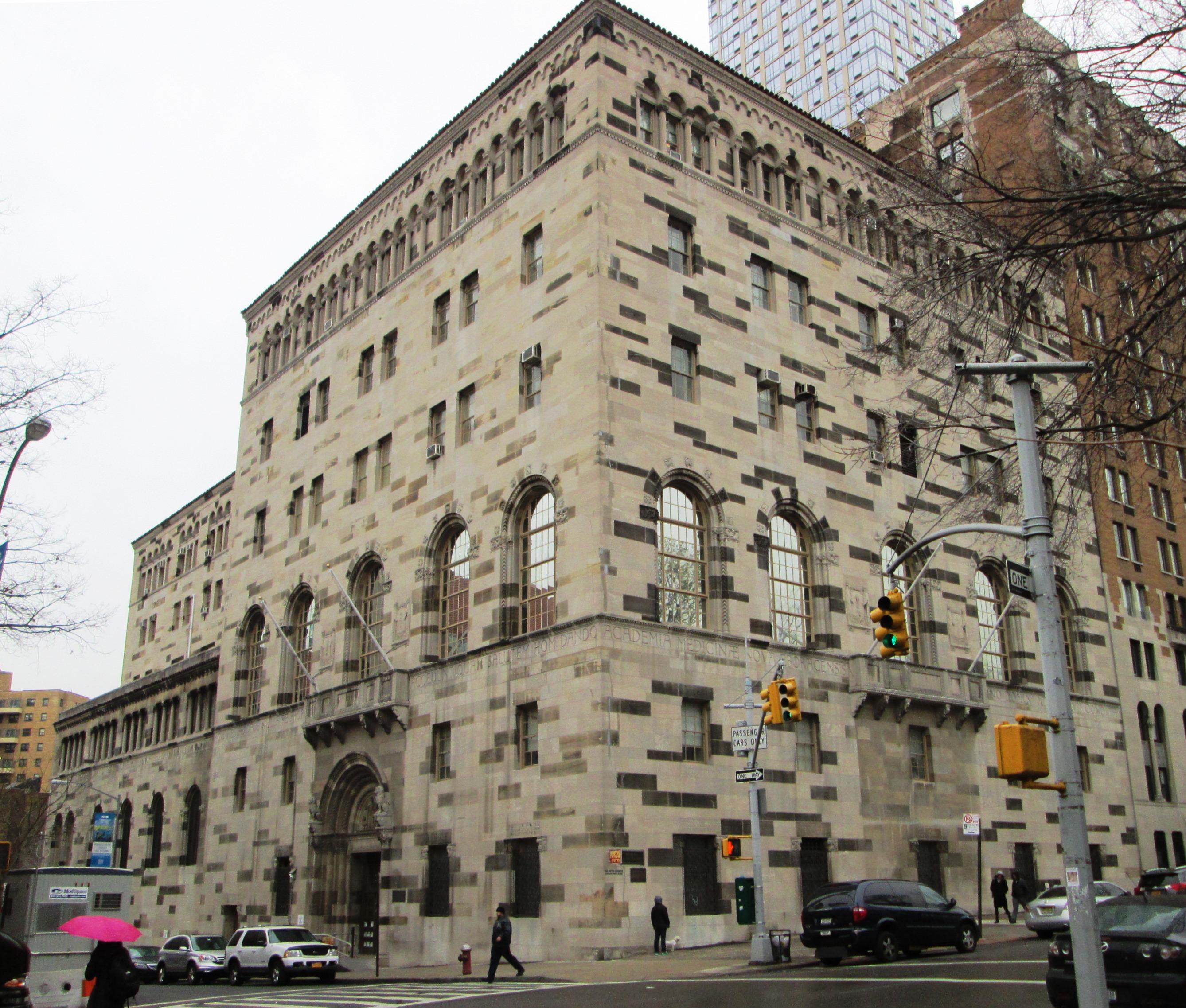
اكاديمية نيويورك الطبية (2013)

أكاديمية نيويورك للطب (بالإنجليزية: New York Academy of Medicine)‏ وتعرف اختصارا (NYAM) هي منظمة لدعم ومتابعة السياسات الطبية تأسست في 1847 من قبل مجموعة من كبار الأطباء في مدينة نيويورك كمظمة تهتم بمهنة الطب والممارسة الطبية وإصلاح الصحة العامة. أنشئت أكاديمية من خلال مجلس متروبوليتان للصحة، وهو أعلى سلطة للصحة العامة البلدية الحديثة في الولايات المتحدة.

في عام 1926 ، انتقلت إلى مبنى الأكاديمية الجديد الذي صممه ( يورك وسوير) بأسلوب انتقائي مختار من فن العمارة البيزنطية وفن العمارة الرومانسي الحديث - والموجود في الجادة الخامسة، سنترال بارك في شرق حي هارلم في مانهاتن، مدينة نيويورك، حيث لا يزال حتى يومنا هذا.
في السنوات الأخيرة، عملت الأكاديمية كداعية فعال في إصلاح قطاع الصحة العامة، وكذلك مركزا رئيسيا للتثقيف الصحي .
في عام 1939 ، أعد تقرير لجنة أكاديمية لاغوارديا عمدة فيوريلو لاغوارديا، الذي صدر في عام 1944 عند قيام حملة هاري انسلينجر ضد الماريجوانا.

اليوم، يوجد بالأكاديمية ما يزيد على ثلاثة آلاف شخص حاصل علي الزمالة، التي تشمل الأطباء والممرضين والإداريين والرعاية الصحية، والمتخصصين في كافة المجالات مخصصة ل صيانة وتحسين الصحة.

## المكتبة
تعد مكتبة الأكاديمية واحدة من أكبر ثلاث مجموعات الطبية في الولايات المتحدة، وهي مفتوحة لعامة الناس . وافتتح لأول مرة في عام 1847 عندما افتتح أول أكاديمية، ولكن لم تفتح للجمهور حتى 1878. يتضمن مكتبة تضم 550,000 وحدات التخزين والكتابات الأصلية ل سيجموند فرويد و نموذجا أوليا من أطقم الأسنان جورج واشنطن ، كما تضم أيضا بردية إدوين سميث المصرية القديمة التي تعد اقدم وثيقة جراحية في العالم باقية حتي الآن . المكتبة هو جزء من أكاديمية نيويورك لل مركز الطب ل تاريخ الطب والصحة العامة ويشمل أيضا نادر غرفة كولر كتاب القراءة.

## الجوائز
تمنح الإكاديمية جوائز سنوية منذ عام 1929 للأفراد الذين قدموا مساهمات استثنائية. ويوجد حاليا خمس فئات لهذه الجوائز :
- جائزة جون ستيرنز عبارة علي ميدالية للمساهمات المتميزة في الطب . بدأ منحها عام 1992 وسميت جون ستيرنز، الذي كان أول رئيس للأكاديمية .[6]
- جائزة ستيفن سميث عبارة علي وسام للمساهمات المتميزة في الصحة العامة . بدا منحه منذ عام 2005 باسم الدكتور ستيفن سميث، الذي كان رائدا في مجال الصحة العامة .[7]
- وسام الأكاديمية للمساهمات المتميزة في السياسة الصحية . بدأ منحها عام 2008.[8]
- وسام الأكاديمية للمساهمات المتميزة في العلوم الطبية الحيوية . أقدم ميدالية الأكاديمية، بدأ منحها عام 1929.[9]
- وسام الاكاديمية للخدمات الاستثنائية . بدأ منحها عام 1952.[10]